# Антонов, Алексей Иннокентьевич
Алексе́й Инноке́нтьевич Анто́нов (15 [27] сентября 1896, Гродно — 18 июня 1962, Москва) — советский военачальник, генерал армии (1943), член Ставки ВГК (1945), начальник Генерального штаба Красной Армии (1945—1946), первый начальник Штаба Объединённых вооружённых сил стран ОВД (1955—1962). Прославился как талантливый штабной офицер. Участвовал в разработке практически всех значимых операций советских войск в Великой Отечественной войне с декабря 1942 года. Участник Ялтинской и Потсдамской конференций союзников.
Единственный из всех советских военачальников, награждённых орденом «Победа» в звании генерала армии, и единственный советский кавалер ордена, которому не было присвоено звание Героя Советского Союза.
Трижды кавалер ордена Ленина, четырежды — ордена Красного Знамени.

## Биография

### Детство и юность
Родился 15 (27) сентября 1896 года в городе Гродно (Беларусь) в семье Иннокентия Алексеевича Антонова (1859—1908) — капитана, офицера-артиллериста, и Терезы Ксаверьевны Антоновой (1862—1915) — домохозяйки. В 2014 году в одном из изданий, вышедших в Татарстане, было указано, что по национальности татарин-кряшен. Однако никаких подтверждающих документов представлено не было. В послужном списке отца, хранящемся в РГВИА, указано - русский.
Дед Антонова — Алексей — выходец из Сибири, окончивший московское Александровское военное училище, также офицер. Мать Тереза Ксаверьевна — полька, дочь сосланного в Сибирь за участие в восстании 1863—1864 годов. Иннокентий Антонов успешно сдал экзамены в Академию Генерального штаба, куда не был зачислен в связи с католическим вероисповеданием жены: «Если Ваша жена перейдёт в православие, Вы будете зачислены в Академию». После отказа от такого предложения Антонов был направлен в 26-ю артиллерийскую бригаду, дислоцировавшуюся в Гродно, где у него родился сын. Алексей был вторым ребёнком в семье, старшая сестра — Людмила — ко времени рождения Алексея только начала ходить. В детстве Алексей овладел как русским, так и польским языками.
В 1904 году семья переехала в город Острог Волынской губернии, куда на должность командира батареи 32-й артиллерийской бригады перевели на службу Антонова-старшего. Здесь Алексей поступил в гимназию. Вопрос о его будущей военной карьере даже не поднимался по причине его болезненности. Отец, который смирился с тем, что сын не продолжит военные традиции семьи, проводил много времени с сыном и занимался вопросами его физического и интеллектуального развития: закалял сына, научил верховой езде и игре в шахматы, заинтересовал фотографией, а с 10-11 лет каждое лето брал его в полевые лагеря. В 1908 году отец Алексея умер, и они с матерью и сестрой жили на его пенсию. Мать подрабатывала подготовкой учеников к экзаменам. В 1914 году с началом Первой мировой войны Антоновы переехали в Петербург к родственникам Терезы Ксаверьевны, где Алексей поступил в 8-й класс гимназии. В 1915 году после тяжёлой болезни мать Антонова умерла, а выдача пенсии за отца прекратилась. Алексей закончил Первую Санкт-Петербургскую гимназию, после чего поступил в Санкт-Петербургский университет на физико-математический факультет, где так и не начал учиться. Из-за нехватки средств вместе с двумя товарищами он поехал работать браковщиком на завод Полякова в деревне Славянка под Петроградом.
В 1916 году был призван в Русскую императорскую армию. В декабре того же года окончил ускоренный курс обучения в Павловском военном училище, и в чине прапорщика направлен в лейб-гвардии егерский полк. В начале 1917 года полк был направлен в 8-ю армию Юго-Западного фронта генерала Алексея Каледина. Боевое крещение Антонов принял летом 1917 года — в ночь на 18 июня после артподготовки полк в числе других частей и соединений фронта перешёл в наступление южнее Станислава. К 27 июня 8-я армия заняла Галич, 28 июня — Калуш. 16 июля германско-австрийские войска перешли в контрнаступление, в ходе одного из боёв Антонов получил осколочное ранение в голову и был эвакуирован в госпиталь в Петроград. За храбрость, проявленную в бою, Антонов в июле 1917 года был награждён орденом Святой Анны 4-й степени.
После выздоровления Антонова перевели в гвардии егерский резервный полк[уточнить], где он был избран помощником полкового адъютанта. 27 августа в полку проходило собрание по поводу корниловского мятежа. В резолюции собрания указывалось: «полк ждёт приказа к выступлению для охраны революции от нападения на неё со стороны измены». На столичных предприятиях началось формирование отрядов Красной гвардии. Антонов занимался организационными вопросами формирования сводных частей, обеспечения их оружием и обмундированием. 28 августа эти части заняли оборону вокруг Петрограда. Алексей Антонов в составе одного из сводных отрядов занимался строительством оборонительных сооружений в районе Пулковских высот. К 31 августа мятеж был подавлен.
До и после победы Октябрьской революции Антонов оставался на действительной службе в полку, а 1 мая 1918 года уволился в запас и поступил в Петроградский лесной институт. Учёбу он совмещал с работой служащим в продовольственном комитете Петрограда. Однако в запасе Антонов пробыл неполный год.

### Гражданская война
11 апреля 1919 года Алексей Антонов был мобилизован в РККА и направлен в 1-ю Московскую рабочую дивизию на должность помощника начальника штаба дивизии. Вскоре с дивизией направлен на Южный фронт под Луганск, где дивизия вела тяжёлые бои. Там Антонов занимался помимо своих основных обязанностей обучением более 300 новобранцев, которых по его же ходатайству дивизии выделил городской военно-революционный комитет. 29 апреля дивизия перешла в контрнаступление и к концу дня совместно с 15-й Инзенской стрелковой дивизией взяла штурмом высоту «Острая могила» и продолжала наступательные действия. Однако уже 27 мая Луганск был взят войсками А. И. Деникина. В этих условиях понёсшая большие потери 1-я Московская рабочая дивизия была расформирована, а её части введены в состав 15-й Инзенской стрелковой дивизии, Антонов был переведён временно исполняющим обязанности начальника штаба 3-й бригады этой дивизии.
К октябрю части Деникина заняли практически всю Украину и Кубань, однако к концу осени стратегическая инициатива перешла к Красной армии. В январе 1920 года 15-я стрелковая дивизия принимала участие в Ростовско-Новочеркасской операции, оттеснив на запад войска генерала К. К. Мамонтова. 27 марта дивизия в числе других соединений 9-й армии овладела Новороссийском, после чего Антонов был назначен начальником штаба 45-й бригады в этой дивизии. В июне 1920 года 15-я стрелковая дивизия совершила марш в Южную Украину в район Каховки, где с ходу вступила во встречные бои с частями армии П. Н. Врангеля. В начале августа дивизия перешла в наступление, совместно с другими частями 13-й армии форсировав Днепр и овладев Каховским плацдармом. Затем 15-я стрелковая дивизия обороняла вместе с 51-й стрелковой дивизией этот плацдарм от непрекращающихся контрударов до октября, пока совместно с другими соединениями Юго-Западного фронта не перешла в наступление, окончательно разгромив войска белых севернее Крыма.
2 ноября 15-я дивизия вышла к озеру Сиваш. В ночь на 8 ноября 45-я бригада в авангарде дивизии вброд перешла озеро и с боем закрепилась на Литовском полуострове, создав плацдарм для дальнейшего развития наступления в сторону Севастополя: началась Перекопско-Чонгарская операция Красной армии. Здесь же Антонов познакомился с командующим фронтом Михаилом Фрунзе, который прибыл на плацдарм в ту же ночь. 10 ноября 15-я дивизия вышла на Крымский полуостров, 15 ноября был занят Севастополь, 16 ноября — Керчь. За действия 45-й бригады в Крыму в 1923 году Антонов был награждён Почётным оружием Реввоенсовета и Почётной грамотой, в которой указывалось: «(Антонов) своим активным участием в последних боевых операциях на Сиваше способствовал (…) закреплению завоеваний великого пролетарского Октября».

### В межвоенный период

Алексей Антонов в 1926 году

После окончания боевых действий в Крыму 15-я ордена Красного знамени Инзенско-Сивашская дивизия была переведена на т. н. «трудовое положение»: весной 1921 года 45-я бригада Антонова занималась проведением посевной кампании в южной Украине. В 1922 году дивизия расположилась в городе Николаев. В это время Антонов начал готовиться к поступлению в военную академию — он был одним из немногих командиров такого уровня без военного образования. Тем не менее, уже тогда его способности особо отмечали начальник 15-й дивизией И. И. Раудмец и командующий войсками Украинского военного округа И. Э. Якир. Однако в Военную академию РККА имени М. Ф. Фрунзе в Москве Антонов поступил лишь в 1928 году. Этому предшествовали его женитьба первым браком с Марией Темок, а также вступление в ВКП(б).
Антонов был зачислен на основной факультет академии. По свидетельству сокурсников, обладал завидной усидчивостью и настойчивостью в учёбе. Особенно любил занятия по штабной работе, часто выезжал в войска на стажировку. Успешно освоил французский язык и приобрёл квалификацию военного переводчика. В марте 1931 года Алексей Антонов окончил академию и вновь возвратился в Украинский военный округ — на должность начальника штаба 46-й стрелковой дивизии в Коростень. На новом месте Антонов вёл активную работу с комсоставом дивизии, часто проводил командно-штабные учения, участвовал в разработке окружных учений. Уже осенью 1932 года его вновь направили в Военную академию РККА им. М. В. Фрунзе — на только что созданный оперативный факультет. В мае 1933 года окончил его с отличием, в выпускной аттестации начальником факультета Г. С. Иссерсоном было отмечено: «Отличный оперативно-штабной работник, готов для работы в высших штабах».
После окончания оперативного факультета Антонов ещё полтора года оставался на прежней должности, с октября 1934 по август 1935 года служил начальником штаба Могилёв-Ямпольского укрепрайона. Осенью 1935 года Антонов был назначен начальником оперативного отдела штаба Харьковского военного округа. На этой должности он занимался организацией крупных учений и манёвров с применением различных, в том числе новейших видов и родов войск: танковых, авиации. 12—17 сентября 1935 года на Украине проводились грандиозные тактические учения с привлечением всех родов войск, 65 тысяч человек и 3 тысяч боевых машин, в их разработке также принимал участие Антонов. На учениях впервые на практике отрабатывались многие новые теоретические положения советской оперативной школы, в том числе теория глубокой операции. За тщательно подготовленные и успешно проведённые учения Антонов получил благодарность наркома обороны Маршала Советского Союза К. Е. Ворошилова.
В октябре 1936 года 40-летний Алексей Антонов был направлен в только что созданную Академию Генерального штаба Красной армии, куда на преподавательскую работу также перевели элиту теоретиков советского военного искусства: М. И. Алафузо, Д. М. Карбышева, Е. А. Шиловского и других. В числе первых слушателей этого учебного заведения были также А. М. Василевский, Л. А. Говоров, И. Х. Баграмян, Н. Ф. Ватутин. В Академии Генштаба Антонов успешно проучился только первый курс на ставшем позднее знаменитым «маршальском курсе» (на нём учились 4 будущих Маршала Советского Союза, 6 генералов армии, 8 генерал-полковников, 1 адмирал). В июне 1937 года его вызвал Ворошилов и назначил на должность начальника штаба Московского военного округа (командующий войсками округа — Маршал Советского Союза С. М. Будённый). В 1937—1938 годах с этого округа начиналась реорганизация оргштатной структуры стрелковых дивизий: в их составе появились артиллерийский противотанковый и зенитный дивизионы. Отработка ведения боевых действий с переформированными дивизиями, а также целиком реорганизованными силами ПВО проходила на многочисленных окружных учениях, сценарии которых разрабатывал Антонов со своим штабом.
С декабря 1938 года Антонов перешёл на преподавательскую и научно-исследовательскую работу в Военную академию РККА им. М. В. Фрунзе. Среди основных тем, над которыми работал Антонов, были тактика немецкой армии в наступлении и эволюция тактического применения танковых войск на опыте войны в Испании. Он неоднократно выступал с докладами на эти и другие темы на научных конференциях. 11 февраля 1940 года решением Высшей аттестационной комиссии Антонову было присвоено учёное звание доцент, а 4 июня того же года постановлением СНК СССР — воинское звание генерал-майор. В марте 1941 года Антонов был направлен в Киевский особый военный округ на должность заместителя начальника штаба округа. Фактически он занимался подготовкой войск округа к обороне от немецкого удара. Также к обязанностям Антонова относились организационно-мобилизационные вопросы: к лету большинство дивизий округа продолжало содержаться по штатам мирного времени — с укомплектованностью 65—75 %.

### Великая Отечественная война
24 июня 1941 года с выделением из состава округа управления Юго-Западного фронта Алексей Антонов был назначен начальником штаба Киевского особого военного округа. На должности он продолжил мобилизационную работу: за первые четыре дня войны по десяти областям округа план призыва по личному составу был выполнен на 90 %, поставки автомобилей — на 70—76 %, тракторов — на 81 %, лошадей и повозок — на 83 %; он же занимался вопросами эвакуации из прифронтовой полосы — к середине июля за Днепр были эвакуированы 120 тысяч военнообязанных, 24 тысячи лошадей, 10 тысяч повозок. Под непосредственным руководством Антонова также были сформированы 13-я и 17-я запасные стрелковые бригады и ряд частей окружного и армейского подчинения, до 5 июля туда были направлены 7350 младших командиров. В августе Алексей Антонов возглавил работу по формированию управления Южного фронта, а 27 августа возглавил его штаб.

#### В штабах фронтов
В конце августа — начале сентября 1941 года на Южном фронте складывалась катастрофическая обстановка, в ходе Тираспольско-Мелитопольской оборонительной операции войска фронта не могли остановить немецкое наступление и отступали от рубежа к рубежу с большими потерями. В середине августа части и соединения немецкой группы армий «Юг» вышли к Днепру на всём протяжении от Херсона до Киева, в конце августа многие из них уже форсировали Днепр. К концу сентября войска фронта вели оборону уже в районе Мелитополя. После короткой паузы 29 сентября противник возобновил наступление (Донбасско-Ростовская стратегическая оборонительная операция), вновь прорвав советскую оборону и вырвавшись на оперативный простор. 5 октября Антонов выехал из штаба в расположение 9-й армии для оказания помощи её командующему — генерал-майору Ф. М. Харитонову — по выводу 9-й, а также 18-й армии из-под угрозы окружения 1-й немецкой танковой армией. За прошедшие месяцы войны в войсках был накоплен определённый опыт ведения боевых действий против немецких войск, его обобщением и систематизацией занимался генерал Антонов, в октябре в штабы частей и соединений фронта были направлены его рекомендации по ведению боя, разведки, маскировки и взаимодействию сил. Среди привлечённых к этой работе был заместитель начальника политуправления фронта Л. И. Брежнев.
В октябре штаб фронта начал подготовку Ростовской оборонительной операции. 12—13 октября была проведена перегруппировка сил, и 9-я армия заняла оборону вдоль реки Миус. Перегруппировка позволила не допустить форсирования немцами реки с ходу, контрударом 9-й армии 1-я танковая армия Э. фон Клейста была отброшена на 10—15 километров на запад. Несмотря на то, что с прибытием новых сил 17 октября немецкие части перешли Миус, угроза Ростову-на-Дону заметно ослабла: под Таганрогом потери немецкой армии составили 35 тысяч солдат и офицеров. Фон Клейст отказался от первоначального замысла охвата Ростова с двух сторон, и 5 ноября его армия возобновила наступление на Ростов, намереваясь овладеть городом прямым ударом с севера. К середине ноября, когда немецкие части находились на подступах к городу, в штабе Южного фронта под руководством Антонова уже велось планирование советского контрудара. Работу генерала Антонова на этом направлении высоко ценил маршал С. К. Тимошенко, а также Генштаб.
Ростовская наступательная операция началась с переходом в контрнаступление под Ростовом сил 37-й, 9-й, 18-й армий 17 ноября 1941 года. Удар наносился в западном и юго-западном направлении в тыл 1-й танковой армии. Затем в наступление перешла и 56-я отдельная армия с юга. В ночь на 28 ноября был освобождён Ростов-на-Дону (был потерян 21 ноября), ко 2 декабря немецкие части были отброшены за реку Миус, где фронт стабилизировался. Об этой операции, одном из первых успешных наступлений Красной армии в войне, Антоновым была написана статья, оставшаяся неопубликованной. 13 декабря за успешную операцию Алексей Антонов был награждён орденом Красного Знамени, а 27 декабря ему было присвоено звание генерал-лейтенант. В первых числах января 1942 года Антонов со штабом занимался подготовкой Барвенково-Лозовской операции. Наступление советских войск юго-восточнее Харькова продолжалось 18—31 января и также увенчалось успехом.
12 мая началась Харьковская операция — стратегическое наступление силами Брянского, Юго-Западного и Южного фронтов на левобережной Украине. Координировал и командовал действиями фронтов С. К. Тимошенко. Вначале успех сопутствовал советским войскам, однако уже 17 мая 1-я танковая армия фон Клейста нанесла стремительный контрудар и вышла в тыл наступавшим советским частям. И. В. Сталин дважды отказывал новому начальнику Генштаба А. М. Василевскому в приказе о прекращении наступления, и 23 мая значительная часть 6-й, 9-й и 57-й армий оказалась в окружении, советские войска вновь отходили на восток.
28 июля с началом битвы за Кавказ Северо-Кавказский и Южный фронты были объединены в единый Северо-Кавказский фронт под командованием маршала Будённого. Начальником штаба фронта был назначен Антонов. Для удобства оперативного управления войсками силы фронта были разделены на две оперативные группы: Донскую под командованием генерал-лейтенанта Р. Я. Малиновского на ставропольском и Приморскую генерал-полковника Я. Т. Черевиченко на краснодарском направлениях. К интересным организационным решениям, принятым военным советом фронта по рекомендации начштаба, можно отнести создание горных батарей РСЗО на дрезинах. После тяжёлых поражений на начальном этапе битвы за Кавказ к октябрь 1942 года немецкое наступление было в целом остановлено, но на ряде направлений активные боевые действия продолжались. В сентябре-декабре 1942 года фронтом была проведена Туапсинская оборонительная операция. После реорганизации фронта в начале сентября 1942 года Антонов был назначен на должность начальника штаба образованной Черноморской группы войск. По свидетельству командующего Закавказским фронтом генерала армии И. В. Тюленева, «Антонов лично тщательно провёл все расчёты предстоящих боевых действий, спланировал необходимые перегруппировки войск, наметил узлы сопротивления и нанесения контрударов».
22 ноября 1942 года А. И. Антонов был назначен начальником штаба Закавказского фронта. По окончании оборонительного этапа битвы за Кавказ и в результате победы на Волге складывались благоприятные условия для освобождения Северного Кавказа. Штаб фронта занимался подготовкой планов предстоящего наступления. В числе прочего Антонов занимался формированием «национальных» дивизий. За короткий период пребывания Антонова на этом посту было создано 19 таких дивизий и 211 истребительных батальонов. Уже в начале декабря начальник Генерального штаба А. М. Василевский предложил Антонову должность своего заместителя — начальника Оперативного управления Генштаба, добавив, что его кандидатуру одобрил Сталин. 11 декабря Антонов прибыл в Москву.

#### В Генеральном штабе
За полгода до назначения Антонова из-за недостаточно хорошо организованной работы начальники Оперативного управления сменялись 7 раз. В декабре 1942 года генерал-лейтенант Антонов был назначен начальником Оперативного управления Генерального штаба. Начальник этого управления должен был ежедневно бывать с докладами в Ставке ВГК, однако первое время Антонов к работе со Ставкой практически не привлекался, а у Сталина был лишь однажды. По свидетельству А. Василевского, Антонов несколько раз просил находящегося тогда на Сталинградском фронте начальника Генштаба сделать все возможное, чтобы вернуть его на фронт. Вместо этого Василевский в очередном докладе в Москву вновь охарактеризовал Антонова как исключительно ценного для Генштаба и Ставки работника и попросил допустить его к работе, непосредственно связанной с обслуживанием Ставки в оперативном отношении. На это Сталин ответил: «Судя по вашим характеристикам, Антонов на фронте будет куда полезнее, чем в наших канцелярских делах».
В начале января Антонов был командирован на Брянский фронт в расположение 18-го отдельного стрелкового корпуса в качестве представителя Ставки. Здесь Антонов занимался координацией действий соединений фронта в Острогожско-Россошанской операции, победно завершившейся 27 января, а также в Воронежско-Касторненской операции (24 января — 17 февраля). На фронте Антонов проработал до конца марта 1943 года, и его деятельность получила высокую оценку как начальника Генштаба, так и Сталина. После возвращения в Москву и первого доклада в Ставке, Антонов впоследствии стал бывать у Сталина по нескольку раз в день. На должности Антонов много сделал для оптимизации работы Управления: например, только при нём в Управлении и во всём Генштабе была введена единая универсальная система условных топографических знаков рабочих карт. Было установлено жёсткое расписание рабочего дня. Так, Антонову полагалось находиться при исполнении своих обязанностей 17—18 часов в сутки, на отдых отводилось время с 5—6 утра до полудня. По воспоминаниям заместителя Антонова Штеменко, «досконально знающий обстановку, он тем не менее к каждому докладу в Ставке готовился по 2—3 часа. С подчинёнными Антонов был тактичен, никогда не повышал голоса, однако и на поощрения был скуп, почти никогда не записывал, но в то же время всё помнил». В связи со всё возрастающей нагрузкой на Генеральный штаб по приказу Антонова в его структуре было создано Главное организационное управление, а также Управление по использованию опыта войны. В подчинении Оперативного управления был создан корпус офицеров-представителей Генерального штаба.

##### Курская битва
Основным направлением работы Антонова как начальника Оперативного управления и заместителя начальника Генштаба было стратегическое планирование. Начиная с весенне-летней кампании 1943 года Антонов принимал участие в разработке всех важных кампаний и стратегических операций Вооружённых сил. Первой из них стала Курская битва. Активная подготовка к её проведению началась в апреле, планированием активно занимался Генштаб. В тот период генерал-полковник Антонов особенно тесно работал с Василевским и Г. К. Жуковым. Коллективным разумом был выработан общий замысел всей операции: планирующемуся немецкому наступлению на Курской дуге противопоставить глубоко эшелонированную оборону, обескровить немецкие войска в оборонительных боях, затем силами пяти фронтов перейти в контрнаступление и разгромить. Подготовка операции не обошлась без накладок: после двух не подтвердившихся предупреждений разведки о начале немецкого наступления 10—12 и 20 мая член Военного совета Воронежского фронта Н. С. Хрущёв воспринял это как отказ немцев от наступления и просил Сталина дать приказ о нанесении упреждающего удара. Сталин был склонен с ним согласиться, и Жукову, Антонову и Василевскому «стоило некоторых усилий, чтобы убедить его не делать этого». Разошлись они с Хрущёвым и по поводу определения направления главного удара в контрнаступлении; в правильности нанесения удара в направлении Харьков — Полтава — Киев Сталина также пришлось убеждать. В самый разгар подготовки битвы на Курской дуге Антонов из-за чрезмерных нагрузок был освобождён от должности начальника Оперативного управления и сосредоточился на руководстве Генштабом. Его место занял С. М. Штеменко.
2 июля Генштаб оповестил командующих фронтами о начале немецкого наступления между 3 и 6 июля. Курская битва началась 5 июля 1943 года. Оборонительные бои Воронежского и Центрального фронтов продолжались до 23 июля. Западный и Брянский фронты перешли в контрнаступление 12 июля, части Центрального фронта — 15 июля. 3 августа началась операция «Румянцев» — общее наступление фронтов в направлении на Харьков. Однако уже на 4-й день операции Антонов обнаружил, что нарушается принцип максимального сосредоточения сил на избранном направлении. В этой связи было отправлено соответствующее указание командующему Воронежским фронтом генералу армии Н. Ф. Ватутину, однако, воспользовавшись ситуацией, немецкие войска нанесли ряд мощных контрударов по Воронежскому фронту силами резерва, нанося ему тяжёлый урон. Они, тем не менее, были отбиты, а Харьковская группировка немцев была вынуждена отходить. В августе Антонов дважды был в районе боевых действий.

##### Зимняя кампания 1943/44 годов
Подготовка к третьей зимней военной кампании началась в Генеральном штабе в ноябре 1943 года. Намеченные планы подразумевали развёртывание наступательных операций не на одном-двух главных направлениях, а на широком фронте от Балтики до Чёрного моря с применением войск всех фронтов, всех видов и родов войск, в прибрежных районах — с участием Военно-Морского Флота. Основное внимание было уделено флангам советско-германского фронта: на левом планировалось освобождение правобережной Украины, Крыма и выход к границе СССР; на правом — разгром группы армий «Север», снятие блокады Ленинграда, начало освобождения Прибалтики. Детали плана отрабатывались в Генштабе Жуковым, Антоновым и Василевским.
Наступление советских войск началось 24 декабря 1943 года: силами пяти фронтов была начата Днепровско-Карпатская операция, 14 января силами трёх фронтов — Ленинградско-Новгородская операция. Зимне-весенняя кампания продолжалась до мая 1944 года, в ходе её были достигнуты все основные цели командования, 26 марта советские войска вышли на 85-километровом участке реки Прут к советско-румынской границе и пересекли её, началось освобождение Восточной Европы.

##### Летне-осенняя кампания 1944 года
Под непосредственным руководством Алексея Антонова в Генеральном штабе велась разработка летней кампании 1944 года. В её ходе предполагалось полностью освободить оккупированные территории СССР. О сути летней кампании Антонов доложил Сталину в конце апреля, а 1 мая им был подписан соответствующий приказ об утверждении. Направление главного удара — белорусское — Антонов прорабатывал лично, заложив основы решающего наступления кампании — операции «Багратион». Одной из первоочередных задач при её подготовке была дезинформация противника относительно планируемого направления главного удара. 3 мая Антонов отправил распоряжение командующему 3-м Украинским фронтом генералу армии Р. Я. Малиновскому «показать за правым флангом фронта сосредоточение восьми-девяти стрелковых дивизий, усиленных танками и артиллерией… Показать движение и расположение отдельных групп людей, машин, танков, орудий и оборудование района». Срок проведения оперативной маскировки устанавливался с 5 по 15 июня. Аналогичный приказ получил 3-й Прибалтийский фронт генерал-полковника И. И. Масленникова.
К непосредственной разработке плана Белорусской операции было привлечено помимо Антонова всего четыре человека: Г. К. Жуков, А. М. Василевский, начальник Оперативного управления Генштаба и один из его заместителей. Предметная переписка, переговоры по телефону или телеграфу категорически запрещались. Разработка операции «Багратион» продолжалась несколько недель, 20 мая её план был подписан Антоновым. В Ставке план обсуждался 22 и 23 мая с участием Жукова, Василевского, Баграмяна, Рокоссовского, работников Генштаба во главе с Антоновым. Целью операции ставился охват двумя фланговыми ударами и уничтожение минской группировки противника группы армий «Центр». Наступление продолжалось 2 месяца: с 24 июня по 29 августа и закончилось полным разгромом группы армий «Центр».

##### Ялтинская конференция

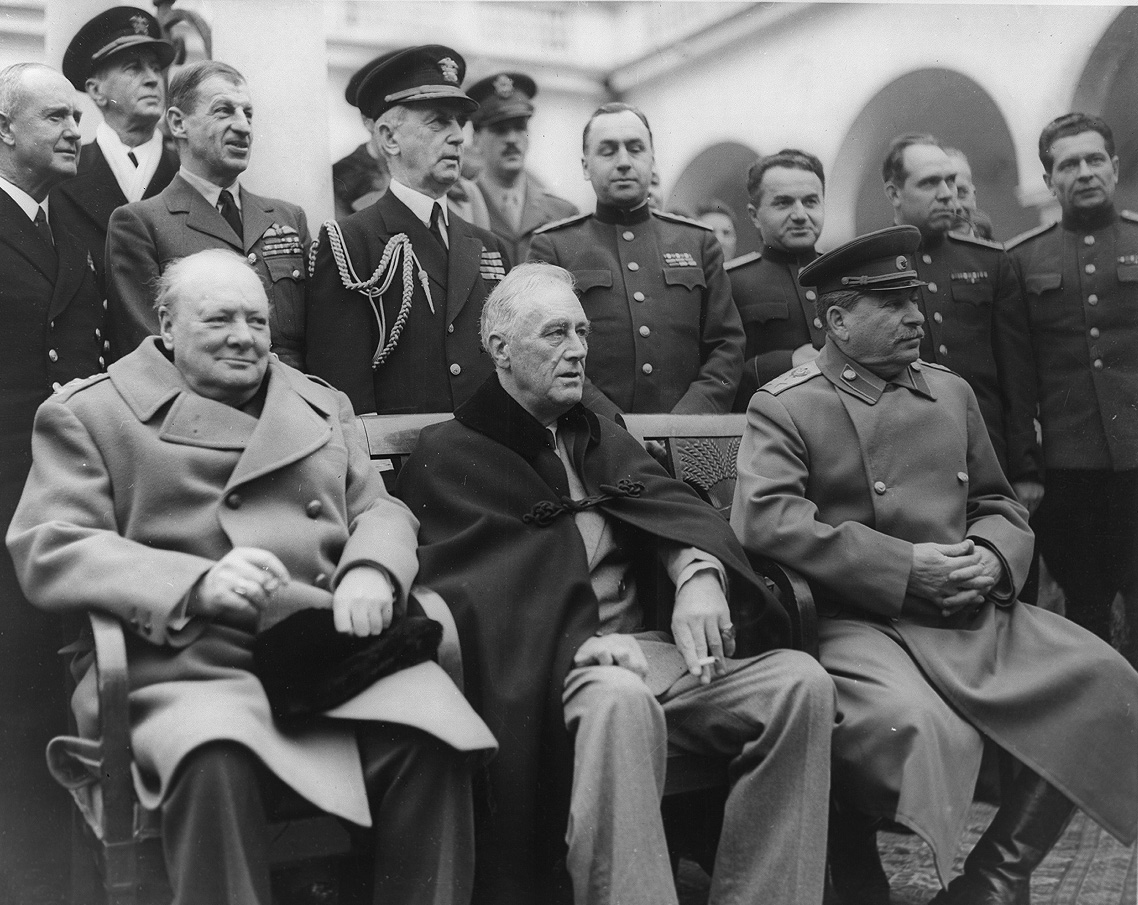
Алексей Антонов в Ялте (стоит, четвёртый справа)

В связи с открытием 6 июня 1944 года второго фронта в Европе возникла необходимость координации стратегических планов союзников. Для этих целей приказом № 0318 от 23 сентября 1944 года в Генеральном штабе было создано Управление внешних сношений под началом генерал-майора Славина. С этого дня взаимоотношения с союзниками стали одним из ключевых направлений деятельности Алексея Антонова. Необходимо было систематически информировать союзников относительно положения на советско-германском фронте, согласовывать объекты бомбовых ударов, определять сроки действий и направление усилий войск и флотов. Антонов стал часто встречаться с главами военных миссий США и Великобритании в Москве. Началась подготовка к проведению новой конференции союзников в Ялте для урегулирования вопросов координации действий войск.
Ялтинская конференция открылась 4 февраля 1945 года в Ливадийском дворце. В первый её день Антонов выступил с подробным докладом о положении на советско-германском фронте и о планах советского командования. Интересно, что именно здесь Антоновым была предана огласке оспариваемая рядом исследователей информация о том, что начало Висло-Одерской операции было перенесено с 20 января на 12 января личным приказом Сталина по просьбе Уинстона Черчилля. В заключение Антонов ответил на ряд вопросов глав делегаций. В ходе работы совещания штабов союзных войск было решено поручить работу по координации действий войск Генштабу РККА и главам союзных военных миссий в Москве. Также, на конференции был решён вопрос о сроках вступления СССР в войну против Японии. Прямо в Ялте Антонову и его помощникам пришлось рассчитать и определить, какие силы, откуда и в какие сроки необходимо будет перебросить на Дальний Восток для разгрома Квантунской армии. По результатам расчётов был определён срок в два-три месяца после капитуляции Германии. Интересно, что эти расчёты оказались настолько точными, что при непосредственной подготовке Дальневосточной кампании в них были внесены лишь незначительные изменения.

#### Во главе Генштаба
18 февраля 1945 года маршал Василевский был назначен командующим 3-м Белорусским фронтом на место погибшего генерала армии И. Д. Черняховского, а на должность начальника Генерального штаба 19 февраля был назначен А. И. Антонов. В 1943—1945 годах только в кремлёвском кабинете Сталина Антонов бывал не менее 238 раз — больше, чем кто-либо из руководящего состава Вооружённых сил СССР, и больше, чем все командующие всех фронтов за всё время войны вместе взятые. По свидетельству ряда военачальников, в частности, С. М. Штеменко, Антонов пользовался у Сталина большим авторитетом, его мнением по вопросу проведения стратегических операций Верховный главнокомандующий интересовался почти всегда и никогда не пренебрегал.
1 апреля 1945 года в Ставке был заслушан и одобрен подготовленный Генеральным штабом план Берлинской операции. По некоторым сведениям, о Берлине Антонов начал думать задолго до доклада — с лета 1944 года. 4 июня 1945 года «за умелое выполнение заданий Верховного Главнокомандования в деле проведения боевых операций большого масштаба» генерал Антонов был награждён высшим военным орденом СССР «Победа». Это награждение было в известной степени уникальным: кроме Антонова, все четырнадцать советских кавалеров ордена были в звании не ниже Маршала Советского Союза (Сталин — Генералиссимус Советского Союза), а также Героями Советского Союза (кроме маршала Толбухина, звание Героя присвоено посмертно). Даже лишённый впоследствии ордена Л. И. Брежнев на момент награждения (1978 год) был Маршалом.
В начале июня Антонов и вернувшийся с фронта Василевский руководили разработкой кампании против Японии. На Потсдамской конференции 17 июля — 2 августа Антонов проинформировал военных представителей США и Великобритании о том, что операция подготовлена. 7 августа Сталин подписал приказ о начале боевых действий против Японии с утра 9 августа. В течение трёх недель была разгромлена японская Квантунская армия, освобождены Маньчжурия, Корея, Курильские острова и Сахалин.

### После войны
Сразу после окончания войны основной обязанностью Антонова стала работа по проведению демобилизации. К лету 1945 года численность личного состава Красной армии составляла 11,3 миллиона человек. В течение 1945 — начала 1946 годов были расформированы все фронты и многие армии, корпуса и отдельные части, а также сокращено количество военно-учебных заведений. До 1948 года было демобилизовано более 8 млн человек, образованы новые военные округа, численность Советской армии была доведена до 5 млн человек. С марта 1946 года генерал Антонов — вновь 1-й заместитель начальника Генштаба.
10 февраля 1946 года Антонов стал депутатом Совета национальностей Верховного Совета СССР 2-го созыва[уточнить].
6 ноября 1948 года неожиданно для себя был направлен в Закавказский военный округ на должность первого заместителя командующего войсками округа Маршала Советского Союза Ф. И. Толбухина, после его кончины с октября 1949 года исполнял должность командующего, а в январе 1950 года впервые за долгое время оказался на командной должности — был утверждён в должности командующего войсками округа. В Тбилиси Антонов прослужил до весны 1954 года. Тогда же он был введён в состав ЦК компартии Грузинской ССР.
В 1954 году генерал Антонов вновь вернулся в Москву: в апреле 1954 года он был назначен 1-м заместителем начальника Генерального штаба Маршала Советского Союза В. Д. Соколовского и, одновременно, членом коллегии Министерства обороны СССР. 14 мая 1955 года был подписан Варшавский договор. Штаб Объединённых вооружённых сил стран ОВД расположился в Москве, возглавил его Антонов. На него была возложена основная работа по наладке аппарата управления армий стран Варшавского договора, организации обучения войск совместным действиям. Антонов лично участвовал во многих учениях войск союзных стран. На этой должности Антонов прослужил до конца своих дней.
Скончался 18 июня 1962 года в Москве. Урна с прахом генерала замурована в Кремлёвской стене на Красной площади (№ 42-левая).

## Военный чин и воинские звания
- Прапорщик — 1917
- Полковник — 2 декабря 1935
- Комбриг — 16 июля 1937
- Генерал-майор — 4 июня 1940
- Генерал-лейтенант — 27 декабря 1941
- Генерал-полковник — 4 апреля 1943
- Генерал армии — 7 августа 1943

## Отзывы об Антонове
Сестра Людмила Иннокентьевна Антонова: 
Он никогда ни на кого не повышал голоса. В своих отношениях с окружающими был ровным, прямым, внимательным, чутким. Будучи очень аккуратным, зная цену времени, требовал этого и от других… Его возмущала грубость, недобросовестность, ложь, неуважение к человеческому достоинству. Он очень любил детей (своих детей у него не было), любил молодёжь. С большим уважением относился к памяти отца и матери, хранил их фотографии, письма — как реликвии.
Алексей Иннокентьевич был человеком светлого ума, разносторонних интересов: культурная жизнь страны, наука, литература, искусство глубоко интересовали его. Он следил за новинками политической, военной, научной, художественной литературы, постоянно пополняя свою библиотеку, в которой отразилось все многообразие его интересов.
Алексей Иннокентьевич любил слушать музыку — особенно Чайковского, любил поэзию — особенно Пушкина, любил театр, кино, хорошо знал Третьяковскую галерею, с интересом посещал выставки советского и зарубежного изобразительного искусства. Чтение, шахматы, прогулки в природу, спорт (фотография, лыжи, гребля, волейбол), путешествия были его любимым отдыхом, а отдыхать он больше всего любил в Подмосковье.

Командир дивизии И. И. Раудмец об Антонове (1923 г.): 
Авторитетен, аккуратен и энергичен… Умеет применять свой опыт штабной работы и безошибочно разрешать вопросы.

Командующий войсками Украинского военного округа И. Э. Якир об Антонове (из аттестации, 1925 г.): 
Обладает мягким характером, широкой инициативой, сообразителен, умело разбирается в любой обстановке. Дисциплинирован, здоров, вынослив в походной жизни. Имеет большой практический опыт штабной работы. Ценный штабной работник. Ценные качества: аккуратность и настойчивость.

Заместитель командующего войсками Северо-Кавказского фронта Р. Я. Малиновский об Антонове (1942 г.): 
Он, несомненно, обладал незаурядными организаторскими способностями, гениальным постижением замыслов противника и умением хитроумно разрушить эти замыслы.

Член Военного совета Северо-Кавказского фронта С. М. Ларин об Антонове (1942 г.): 
Ледяной сфинкс.
Маршал Советского Союза А. М. Василевский об Антонове (из представления к награждению орденом Ленина, февраль 1945 г.): 
Генерал армии Антонов А. И., будучи Первым Заместителем начальника Генштаба, фактически с весны 1943 г. несёт на себе всю тяжесть работы начальника Генштаба при Ставке Верховного Главнокомандования и вполне с нею справляется. Отлично руководит работой всего Центрального аппарата НКО

Генерал армии С. М. Штеменко об Антонове: 
Без преувеличения можно сказать, что Алексей Иннокентьевич был человеком исключительным. Его отличительными чертами являлись прежде всего высокая эрудиция, общая и особенно военная культура, которые проявлялись в широте и глубине подхода ко всем вопросам работы, в речи, поведении, отношении к людям. За шесть лет совместной работы в Генеральном штабе мне ни разу не приходилось видеть его «вышедшим из себя», вспылившим, обругавшим кого-то. Он обладал удивительно ровным, уравновешенным характером, ничего, однако, общего не имевшим с мягкотелостью. Уравновешенность и задушевность у Антонова сочетались с редкой твёрдостью и настойчивостью, я бы сказал, даже с некоторой сухостью в официальных делах. Он не терпел верхоглядства, спешки, недоделок и формализма. На поощрения он был скуп, и заслужить их могли лишь люди думающие, инициативные, точные и безукоризненные в работе. Он очень ценил время и тщательно его планировал. Видимо, поэтому речь его отличалась лаконичностью и ясностью мысли. Враг длинных и частых совещаний, он проводил их только в исключительных случаях и всегда коротко. Кое-кто даже называл его педантом в делах и поведении. Но это суждение было опрометчивым: дело шло о другом, и мы, вместе с ним работавшие, хорошо понимали и были благодарны А. И. Антонову за его принципиальную последовательную требовательность, совершенно необходимую на военной службе, да еще в дни тяжелой войны. Случается, что человек на работе бывает одним, а дома другим. Мне неоднократно приходилось бывать у Антонова в семье. В домашней обстановке он был приятным собеседником и гостеприимным хозяином. Его жена, Мария Дмитриевна, была ему под стать, а по характеру и отношению к людям чем-то даже на него похожа. Недаром говорят, когда муж с женой долго и хорошо живут, они становятся похожими друг на друга. Всё это можно отнести и к семье Антоновых.

Авиаконструктор А. С. Яковлев об Антонове: 
Этот культурный и образованный человек производил очень благоприятное впечатление. Антонов был очень близок к Сталину, который считался с его мнением, питал к нему явную симпатию и доверие, проводил вдвоём с ним долгие часы, обсуждая положение на фронтах и планируя будущие операции. Антонов держался просто, без высокомерия и гонора. Он был всегда скромно одет — защитная гимнастерка, бриджи, сапоги, и только генеральские погоны выдавали его высокое положение в армии

Маршал Советского Союза Г. К. Жуков об Антонове: 
Алексей Иннокентьевич был в высшей степени грамотный военный, человек большой культуры и обаяния

## Семья

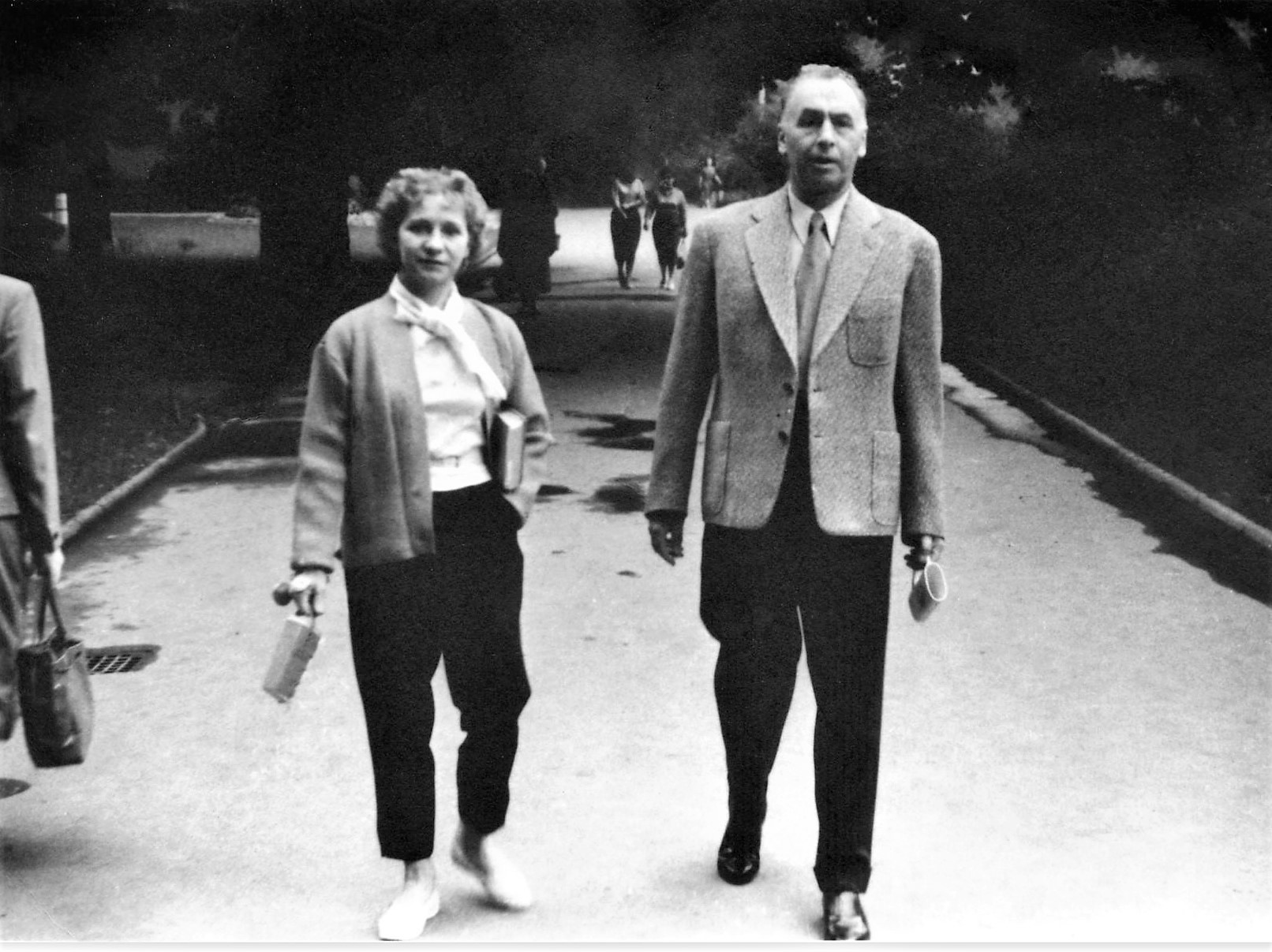
Алексей Иннокентьевич Антонов и Ольга Васильевна Лепешинская во время отдыха в Карловых Варах. Начало 1960-х годов

Был женат дважды. Первым браком — на Марии Дмитриевне Антоновой (скончалась в 1955 году). В 1956 году женился второй раз — на народной артистке СССР, известной балерине Ольге Лепешинской. Детей не имел.
Свободно владел французским. Увлекался театром, волейболом, греблей, лыжами.

## Награды
- Орден «Победа» (№ 12 — 4.06.1945)
- Три ордена Ленина (21.02.1945, 14.09.1946, 22.09.1956)
- Четыре ордена Красного Знамени (13.12.1941, 27.03.1942, 3.11.1944, 20.07.1949)
- Два ордена Суворова I степени (22.02.1943, 29.07.1944)
- Орден Кутузова I степени (22.02.1944)
- Орден Отечественной войны I степени (17.05.1943)
- Медаль «За оборону Кавказа» (1942)
- Медаль «За победу над Германией в Великой Отечественной войне 1941—1945 гг.»
- Медаль «За победу над Японией» (1945)
- Юбилейная медаль «XX лет Рабоче-Крестьянской Красной Армии» (22.02.1938)
- Юбилейная медаль «30 лет Советской Армии и Флота» (1948)
- Юбилейная медаль «40 лет Вооружённых Сил СССР» (1958)
- Медаль «В память 800-летия Москвы» (1947)
- Почётное оружие от Реввоенсовета Республики (1923, за отличия в боях при форсировании Сиваша в 1920 году)
- Награда Российской империи:
  - Орден святой Анны IV степени с надписью «За храбрость» (1917)
- 14 иностранных наград:
  - Польша — Кавалер Большого креста «За воинскую доблесть» («Virtuti militari»)
  - Франция:
    - Командорский крест ордена Почётного легиона (1944)
    - Военный крест с пальмовой ветвью

  - Чехословакия:
    - Большой крест ордена Белого льва I степени (1945)
    - Военный крест 1939 года (1945)
    - Дукельская памятная медаль (ЧССР)

  - Югославия:
    - Орден Партизанской звезды I степени
    - Орден «За заслуги перед народом» I степени

  - США — орден «Легион почёта» степени Главнокомандующего (1945)
  - Монголия 
    - Орден Красного Знамени
    - Медаль «За Победу над Японией» (Монголия)
    - Медаль «50 лет Монгольской Народной Революции»

  - Болгария 
    - Большой крест ордена «Святой Александр» с мечами (1946)

  - КНДР
    - Медаль «За освобождение Кореи» (1948)

  - КНР
    - Медаль «Китайско-советская дружба»

### Ходатайство о присвоении звания Героя
В 2003 году ряд крупных советских и российских военных деятелей (С. Л. Соколов, Д. Т. Язов, В. Г. Куликов, В. И. Петров, А. И. Грибков, В. И. Варенников и М. А. Гареев) обратились к президенту России Владимиру Путину с оставшимся без ответа письменным ходатайством о присвоении генералу армии Антонову звания Героя Российской Федерации (посмертно). В обращении, в частности, было указано: «Антонов в буквальном смысле „сгорел на работе“. Генерал армии Антонов являлся единственным генералом, который был удостоен ордена Победы, но его фамилия не упоминается в длинных списках военачальников, имевших особые заслуги перед Родиной. А. И. Антонов не стал ни Маршалом Советского Союза, ни Героем Советского Союза, хотя вполне этого заслуживал».
В 2005 году было отправлено соответствующее прошение вице-губернатору Санкт-Петербурга, который в свою очередь направил письмо командующему войсками ЛенВО с просьбой возбудить ходатайство перед Министром обороны о присвоении Антонову звания Героя России. Однако решением Главного управления кадров МО в ходатайстве было отказано.
Было даже направлено прошение президенту Беларуси о присвоении Антонову звания «Герой Беларуси (посмертно)», однако и в этом случае был получен отказ.

## Образ генерала на экране
- В фильме «Падение Берлина» режиссёра М. Э. Чиаурели образ генерала А. Антонова воплотил на экране народный артист СССР Андрей Абрикосов.
- В киноэпопеях «Освобождение» (1968—1972) и «Солдаты свободы» (1973—1977) режиссёра Ю. Н. Озерова образ генерала А. И. Антонова воплотил на экране народный артист СССР Владислав Стржельчик.
- Также Владислав Стрижельчик сыграл роль генерала А. И. Антонова в фильмах режиссёра И. А. Гостева «Фронт за линией фронта», «Фронт в тылу врага».

## Память
- Памятник генералу армии А. И. Антонову установлен на Аллее Героев Воинского кладбища по улице Белуша в Гродно (2021).
- Мемориальная доска установлена на здании бывшей Военной академии имени М. В. Фрунзе в Москве.

Именем полководца названы:
- Улица Генерала Антонова в Москве (1980). Пруд близ этой улицы также носит имя генерала[39].
- Улицы Генерала Антонова в Гродно (бывшая Иерусалимская, переименована в 1962 г.)[40], Минске (2004)[41].
- В городе Гродно (Беларусь) его именем названа средняя школа № 11 (2005), в которой с 1984 года действует школьный музей славы его имени[42].
- Санкт-Петербургское (Ленинградское) высшее военно-топографическое командное Краснознамённое ордена Красной Звезды училище (1962—2006 гг., затем включено на правах факультета в состав Военно-космической академии имени А. Ф. Можайского, при этом имя А. И. Антонова в наименовании было утрачено)[43].
- В Гродненском государственном историко-археологическом музее экспонируются материалы, посвящённые Герою[44].
- 26 июня 2024 года в Минске открыт мурал генерала армии Алексея Антонова на здании на ул. Выготского, 1[45].

В 1965 году на стене дома № 23 по улице Антонова в Гродно, где родился Антонов, была установлена мемориальная доска. В 1988 году возникла идея открыть в этом доме мемориальный музей А. И. Антонова, но так как дом был ветхим, его решили реконструировать. Мемориальную доску сняли. Проводилась реконструкция дома из силикатных блоков. Кроме того, его развернули по часовой стрелке на 90 градусов. В результате боковой фасад стал главным. В начале 90-х годов в доме некоторое время работал магазин «секондхэнд», позднее случился пожар, и дом сгорел. На месте дома построили новое здание, и здесь теперь расположился фирменный центр продаж и обслуживания оператора мобильной связи «Велком». Обновлённая мемориальная доска установлена в 2004 году на соседнем доме № 25.

### На русском языке
- Военная энциклопедия: В 8 томах / Пред. Главной ред. комиссии И. Н. Родионов. «А» — Бюлов. — М.: Воениздат, 1997. — Т. 1. — С. 195—196. — 639 с. — 10 000 экз. — ISBN 5-203-01655-0.

- Великая Отечественная война, 1941—1945 : энциклопедия / под ред. М. М. Козлова. — М. : Советская энциклопедия, 1985. — С. 59. — 500 000 экз.
- Беларуская энцыклапедыя: У 18 т. Т. 1: А — Аршын / Рэдкал.: Г. П. Пашкоў і інш. — Мн. : БелЭн, 1996. — Т. 1. — С. 387. — 10 000 экз. — ISBN 985-11-0035-8. — ISBN 985-11-0036-6 (т. 1).
- Гаглов И. И. Генерал армии А. И. Антонов. — 2-е изд., доп. — М.: Воениздат, 1987. — 159 с.
- Горбачёв А. Н. 10 000 генералов страны (1940—2017): краткий биобиблиографический справочник. — М.: Infogans, 2017. — 378 с.
- Дайнес В. О. Генерал Антонов. — М.: Вече, 2015. — 349 с. — ISBN 978-5-4444-3215-0.
- Лубченков Ю. Н. 100 великих полководцев Второй мировой. — М., 2005. — 480 с. — (100 великих). — ISBN 5-9533-0573-7.
- Московская энциклопедия: в 2-х т. / И. Л. Беленький и др. — М.: Москвоведение, 2007. — Т. 1, кн. 1: Лица Москвы. — 639 с. — ISBN 978-5-903633-01-2.
- Самойлов Ф., Локшин В. С. Аллея героев: Очерки. — Л.: Лениздат, 1974. — 262 с.
- Штеменко С. М. Генерал армии А. Антонов // Полководцы и военачальники Великой Отечественной / сост. и науч. ред. к. и. н. А. Н. Киселёв. — М.: Молодая гвардия, 1971. — С. 7–38. — 448 с. — (Жизнь замечательных людей).
- Золотарёв В. А. Именно тот, кто нужен Генеральному штабу // Военно-исторический журнал. — 1996. — № 5. — С. 32—41. — ISSN 0321-0626.

### Иностранная
- Антонаў Аляксей Інакенцьевіч // Беларуская энцыклапедыя: у 18 т. / рэдкал. : Г. П. Пашкоў і інш. — Мінск: БелЭн, 1996. — Т. 1. — С. 387.
- Seweryn Bialer. Stalin and His Generals: Soviet Military Memoirs of World War II (англ.). — Pegasus, 1983. — ISBN 978-0-672-53597-0.
- Harold Shukman. Stalin’s Generals. — New York: Grove Press, 1993.
- Bonn, Keith E. Slaughterhouse: Handbook of the Eastern Front. — Aberjona Press, 2005.